# آرتیژا (میسیسیپی)
آرتیژا (به انگلیسی: Artesia) شهرکی در ایالت میسیسیپی کشور ایالات متحده آمریکا است که جمعیت آن در سرشماری سال ۲۰۱۰ میلادی، ۴۴۰
نفر بوده‌است.